# Indomelothria
Indomelothria ist eine Gattung der Kürbisgewächse (Cucurbitaceae), die in Südostasien beheimatet ist und aus zwei Arten besteht.

## Merkmale
Die Pflanzen sind ein bis fünf Meter lange, ausdauernde Kletterpflanzen. Die Pflanzen sind monözisch. Die Ranken sind einfach. Die Blätter sind einfach, ganz oder leicht gelappt, die Nerven verlaufen leicht fieder- bis handförmig.
Die Blüten sind mit einem Durchmesser von fünf (selten bis zehn) Millimeter Durchmesser klein und weiß. Die Kelchblätter sind klein. Die Kronblätter sind frei, verkehrt eiförmig bis elliptisch, in der Knospe valvat. Das Hypanthium ist glocken- bis urnenförmig.
Der männliche Blütenstand ist eine schlanke, gestielte Traube, an denen schlaff die Blüten stehen. Manchmal entspringt der gleichen Blattachsel wie die männliche Traube eine weibliche Einzelblüte. Die männlichen Blüten haben einen zwei bis zwölf Millimeter langen, schmalen und ausdauernden Blütenstiel. Die Kelchblätter tragen adaxial einen kleinen Sporn. Die drei Staubblätter setzen am oder nahe dem Ende der Hypanthium-Röhre an, die Staubfäden sind kurz, dick und kürzer als die Antheren. Von den Antheren sind zwei bithekisch, eine unithekisch. Der Nektariums-Diskus ist frei und an der Spitze dreiteilig.
Die weiblichen Blüten stehen einzeln oder co-axillär mit den männlichen Blütenständen. Ihr Blütenstiel ist kurz. Der Fruchtknoten ist schmal-ellipsoidisch und kahl. Der Griffel besteht aus drei kurzen Armen, jeder endet in zahlreichen langen, fädigen Anhängseln. Staminodien fehlen völlig. Das Nektarium ist ein dreilappiger Ring.
Die Frucht steht an einem kurzen Fruchtstiel, ist schmal ellipsoid bis länglich, fünf bis sieben Zentimeter lang, kahl, grün und mit Pulpa. Das Perikarp ist trocken, häutig bis knorpelig und glatt. Die Samen sind zahlreich, flach oval-elliptisch und sind dicht anliegend behaart. Sie sind ungeflügelt.

## Verbreitung
Die Gattung ist aus dem Süden Myanmars und Thailands, sowie aus dem Westen Malesiens (Sumatra, Java, Borneo) bekannt. Von der Malaiischen Halbinsel und von den Philippinen ist sie nicht bekannt.

## Systematik
Die Gattung wurde 2006 von W. J. de Wilde und Duyfjes erstbeschrieben anhand einer bis dahin in die Gattung Bryonia gestellten und einer neuen Art. Die Gattung wird in die Tribus Benincaseae, Subtribus Benincasinae innerhalb der Unterfamilie Cucurbitoideae gestellt. Es sind zwei Arten bekannt:
- Indomelothria blumei (Ser.) W.J. de Wilde & Duyfjes: mit eher elliptischen Blätter, die meist zweimal länger als breit sind. Die Früchte sind vier (selten fünf) Zentimeter lang, die Samen 2,5 bis vier Millimeter. Sie ist weit verbreitet im Tiefland von Myanmar, Thailand, Sumatra, Ost-Kalimantan und West-Java.
- Indomelothria chlorocarpa W.J. de Wilde & Duyfjes: mit ovalen Blättern. Die Früchte sind vier bis acht Zentimeter lang, die Samen rund acht Millimeter. Sie wächst im Tiefland und in den Bergen. Es gibt zwei Unterarten mit eingeschränktem Areal:
  - Indomelothria chlorocarpa subsp. chlorocarpa auf Borneo
  - Indomelothria chlorocarpa subsp. halimunensis W.J. de Wilde & Duyfjes in West-Java.